# 최연수
최연수(1979년 ~ )는 대한민국의 KBS대전방송총국 아나운서이다.

## 학력 및 전공
- 영어영문학과 전공

## 경력
- 2004년 : KBS청주방송총국 아나운서
- 2009년 : KBS대전방송총국 아나운서

## TV 프로그램
- 생방송 540 스튜디오
- 노장불패
- KBS 네트워크
- 아침마당 대전

## 라디오 프로그램
- 행복한 라디오
- 팝브런치
- KBS대전 제1라디오 3시 뉴스